# Solești
Solești – wieś w Rumunii, w okręgu Vaslui, w gminie Solești. W 2011 roku liczyła 1043 mieszkańców.